# Вініченко Галина Андріївна
Галина Андріївна Вініченко (нар. 3 листопада 1992, Київ, Україна) ― українська спортивна журналістка, спортивна коментаторка, сценаристка.  Перша, після Анни Берті, жінка в Україні, яка коментувала трансляцію футбольного матчу.

## Біографія
Закінчила Інститут журналістики Київського національного університету Шевченка.
На третьому курсі почала працювати у спортивній редакції «UA: Перший». Там, до Чемпіонату Європи з футболу 2012 проходила спеціальний тренінг, як коментувати футбол для людей із вадами зору. Коментувала спортивну гімнастику на Європейських іграх 2015 року. На зимових Олімпійських ігорах 2018 року коментувала фігурне катання.
До чемпіонату Європи з футболу 2020 року, який відбувся влітку у 2021-го, на загальнонаціональному телебаченні чи радіостанціях в Україні жінки, як правило, не коментували футбольні матчі. Радіо «Промінь» першими наважились змінити патріархальні традиції ― керівництво радіостанції запросило Вініченко стати однією із шести коментаторів на час проведення чемпіонату. 15 червня 2021 року вона дебютувала на матчі Угорщина-Португалія.
Дебют Вініченко у ролі коментаторки на українському телебаченні відбувся 18 вересня 2022 року на стрімінговій платформі «Megogo». Вініченко працювала на матчі чемпіонату Іспанії «Осасуна»-«Хетафе».
Більшість українських ЗМІ одразу назвали Галину Вініченко першою жінкою в Україні, яка коментувала трансляцію футбольного матчу, однак насправді жінка вже брала участь у коментуванні футбольного матчу на українському телебаченні. Нею стала Анна Берті, спортивна продюсерка каналу СТБ, яка брала участь у парному коментарі матчу італійської Серії А з Денисом Босянком.
Паралельно з коментаторською діяльністю Вініченко пише сценарії. Працювала над детективним серіалом «Історія одного злочину», який виходить на каналі «Україна».